# Завземане: Лондон
Завземане: Лондон бе кеч събитие в сериите „Завземане“, което се проведе на 16 декември 2015, продуцирано от WWE, под тяхната развиваща се марка NXT и ще се излъчва по Мрежата на WWE. Шоуто бе първото излъчване на Завземане извън Съединените щати, като финала на първто NXT турне в Обединеното Кралство.

## Продукция

### Заден план
Кеч сериите Завземане започнаха от 29 май 2014 като марката на WWE, WWE NXT излъчиха второ събитие по Мрежата на WWE, обявено като Завземане. В последващи месеци „Завземане“ стана марка, използвана за техните NXT събития на живо, тъй като водеха Завземане: Фатална четворка, Завземане: Р Еволюция, Завземане: Враг и Завземане: Неудържими.  След това Завземане: Бруклин 2015 беше първото шоу на Завземане извън Full Sail University. Между Завземане: Лондон и Завземане: Бруклин 2015, Завземане: Респект се проведе на 7 октомври. Завземане: Лондон беше осмото шоу подред под марката Завземане и петото през 2015. NXT планира да направи турне със седем шоута в Британия с престои в Нюкасъл, Глазгоу, Шефилд, Блакпул, Нотингам, Кардиф и накрая в Лондон, където беше Завземане.

### Сюжети
Завземане: Лондон включваше кеч мачове с участието на различни борци от вече съществуващи сценични вражди и сюжетни линии, които се изиграват по NXT. Борците са добри или лоши, тъй като те следват поредица от събития, които са изградили напрежение и кулминират в мач или серия от мачове.

## Резултати
| №                                                                                                 | Резултати                                                                         | Правила                                       | Време |
| ------------------------------------------------------------------------------------------------- | --------------------------------------------------------------------------------- | --------------------------------------------- | ----- |
| 1N                                                                                                | Американска Алфа победиха Злодевилите, Хайп Броус и Блейк и Мърфи (с Алекса Блис) | Отборен мач Фатална четворка                  | N/A   |
| 2N                                                                                                | Илайъс Самсън победи Бул Демпси                                                   | Индивидуален мач                              | N/A   |
| 3N                                                                                                | Сами Зейн победи Тай Дилинджър                                                    | Индивидуален мач                              | N/A   |
| 4                                                                                                 | Аска победи Ема (с Дейна Брук)                                                    | Индивидуален мач                              | 14:49 |
| 5                                                                                                 | Даш Уайлдър и Скот Долсън (ш) победиха Ензо Аморе и Колин Касиди (с Кармела)      | Оторен мач за Отборните титли на NXT          | 14:57 |
| 6                                                                                                 | Барън Корбин победи Аполо Крус                                                    | Индивидуален мач                              | 11:40 |
| 7                                                                                                 | Бейли (ш) победи Ная Джакс                                                        | Индивидуален мач за Титлата при жените на NXT | 13:17 |
| 8                                                                                                 | Фин Балър (ш) победи Самоа Джо                                                    | Индивидуален мач за Титлата на NXT            | 18:22 |
| - (ш) – указва шампиона/шампионите в мача - N – показва, че мача е записан за бъдещ епизод на NXT |                                                                                   |                                               |       |